# Utzedel
Utzedel település Németországban, Mecklenburg-Elő-Pomeránia tartományban. Lakosainak száma 446 fő (2023. december 31.). Utzedel Demmin és Beggerow községekkel határos.

## Népesség
A település népességének változása:
| Lakosok száma | 485  | 468  | 454  | 446  | 446  |
|               | 2017 | 2019 | 2021 | 2022 | 2023 |